# ジャック・アバルドナド
ジャック・アバルドナド（Jacques Abardonado、1978年5月27日 - ）は、フランス・マルセイユ出身の元サッカー選手、現サッカー指導者。現役時代のポジションはDF。

## 経歴
アマチュアクラブでプレーしていた1998年、オリンピック・マルセイユの監督であったジャン・カスタネダによって同クラブへ引き抜かれ、1998-99シーズンからプロサッカー選手としてのキャリアをスタートさせた。その後はリーグ・アンのクラブやドイツの1.FCニュルンベルクといったクラブを転々とし、2010-11シーズンにグルノーブル・フット38でプロサッカー選手としてのキャリアを終えるまで公式戦354試合に出場した。
2023-24シーズンの9月20日、オリンピック・マルセイユの監督であったマルセリーノがクラブのウルトラスと対立し、解任されたため、コーチングスタッフだったアバルドナドが暫定監督に就任することが決定した。暫定監督として公式戦2試合を指揮し、後任のジェンナーロ・ガットゥーゾに監督業を引き渡した。

## 人物
父親の家系はスペインでロマとして暮らしていた。また、元フランス代表のアンドレ＝ピエール・ジニャックは甥にあたる。

## タイトル

### クラブ
ロリアン
- クープ・ドゥ・フランス : 1回 (2001-02)